# Bořetický potok
Bořetický potok je pravostranný přítok řeky Trnavy protékající okresem Pelhřimov v Kraji Vysočina. Délka jeho toku činí 11,8 km. Plocha jeho povodí měří 29,6 km².

## Průběh toku
Potok pramení v lesích severozápadně od Leskovic v nadmořské výšce okolo 590 m. Po celé své délce teče převážně severovýchodním směrem. Do Trnavy se vlévá na jejím 19,4 říčním kilometru, v Hořepníku, v nadmořské výšce 445 m.

### Větší přítoky
- Útěchovičský potok (hčp 1-09-02-062) je největším přítokem Bořetického potoka s délkou toku 3,9 km.[3] Plocha jeho povodí měří 6,5 km².[2] Do Bořetického potoka ústí zprava na 6,4 říčním kilometru.[3]
- Útěchovický potok, zprava, ř. km 5,2, délka 2,5 km[3]

## Vodní režim
Průměrný průtok u ústí činí 0,19 m³/s.